# وین بلکشیر
وین بلکشیر (انگلیسی: Wayne Blackshear؛ زادهٔ ۱۱ فوریهٔ ۱۹۹۲) بازیکن بسکتبال اهل ایالات متحده آمریکا است.